# Willy Moralt
Willy Moralt   (Múnic, 1 de desembre de 1884 - Lenggries, 18 de febrer de 1947) va ser un pintor alemany de gènere i paisatge.
Willy Moralt provenia d'una llarga família de músics. Va néixer fill del músic de cambra reial i pintor de paisatges Paul Moralt (1849-1943), deixeble de Carl Spitzweg i Christian Morgenstern, i de la seva dona Maria, nascuda Julier. Sovint es coneix a Willy Moralt com a besnet de Spitzweg, però no té relació amb ell perquè era el besnet de la dona del germà de Spitzweg, Eduard (1811–1884), Angelika, nascuda Moralt (1819–1873). L'hereu principal de Spitzweg, que va morir sense fills el 1885, va ser el seu nebot Otto Spitzweg (1843-1921), però més tard Moralt també va rebre alguns quaderns de dibuixos i dibuixos preliminars de Spitzweg.
Als 15 anys va fer llargs viatges a Württemberg, Baden i Alsàcia. El pare, que va reconèixer el seu talent, el va enviar a l'Acadèmia de Belles Arts de Múnic, on es va convertir en alumne de Karl Raupp. Després de dos anys d'estudi, Moralt va rebre la Medalla d'Honor de Bronze per les pintures de paisatges exposades al Palau de Vidre. El comerciant d'art Demeter va ser el seu amic i defensor financer. Moralt vivia a Múnic, Buttermelcherstraße 9, després Hans-Sachs-Straße.
El 25 de gener de 1907, Moralt es va casar amb Anna, anomenada "Anita" Schmidt, a Londres, contra els desitjos dels dos pares. Després de diversos viatges, Moralt va caure malalt amb una malaltia pulmonar permanent.
A l'Exposició Internacional d'Art de 1924 se li va concedir la medalla d'or. Durant la Segona Guerra Mundial va perdre el seu apartament a Múnic després d'un atac amb bomba. Després es va traslladar a Lenggries, on va morir el 18 de febrer de 1947.

## Treball
Moralt era conegut sobretot com copista i copista de Spitzweg, l'estil de pintura del qual havia interioritzat de manera que algunes de les seves imatges es poguessin confondre amb els originals de Spitzweg, sobretot perquè de vegades se'ls proporcionava la seva signatura. Quan no copiava directament, va reunir motius de Spitzweg, per exemple els populars ermitans o grups de gires al camp, per crear noves composicions. L'historiador de l'art Siegfried Wichmann també l'acusa de "falsificar intenció" i valora les seves imitacions com a "insuportable banalització". No obstant això, no s'ha demostrat clarament que ell mateix falsifiqués la signatura de Spitzweg ni que les imatges fossin més antigues. Més aviat, sovint signava amb el seu propi nom.
També va pintar paisatges bavaresos inundats de llum amb un estil més modern però naturalista, comparable a Rudolf Reschreiter i Edward Harrison Compton. També va treballar com a il·lustrador de les històries de viatges il·lustrades de Karl May (del 1907).
El 5 de maig de 2019 es va emetre un episodi del programa "Lieb & Teuer de NDR", moderat per Janin Ullmann i filmat al castell de Reinbek. En ell, es va discutir una pintura de Willy Moralt amb l'experta en pintura Ariane Skora, que recorda les obres de Carl Spitzweg pel que fa a la seva temàtica, la seva elecció de motius i el seu estil.